# Les Infinis (Soul Jazz Poetry)
Albums de Saint-Michel
Grand Enfant (Afro-Jazzvol.1)
(26 mai 2023)
Les Infinis (Soul Jazz Poetry) est le troisième album de Saint-Michel sorti le 16 mai 2025 sous le label de jazz Tonton Max, distribué par Believe et Tunecore. Il regroupe des titres inédits sous forme de mixtape et propose une fusion poétique et musicale entre jazz, soul, gospel et hip-hop, 

## Description
Les Infinis est une mixtape sortie le 16 mai 2025 sous le label Tonton Max. Composé de huit titres inédits, l’album prolonge l’exploration musicale amorcée avec Femme Bantoue (2024), en fusionnant jazz, soul, gospel et hip-hop. S’inspirant des traditions de la musique afro-américaine, Saint Michel y construit un univers sonore organique et épuré, marqué par l’influence d’artistes comme les Last Poets, Marvin Gaye ou Gil Scott-Heron.
Affinée lors de tournois de slam en France, la plume poétique de Saint Michel s’inscrit dans une tradition où se rencontrent le sacré et le profane, mêlant l’émotion du gospel, les élans sensuels de la soul et les accents contestataires du jazz.

« S'envoler pour vivre l'instant présent

Se libérer de l'espace-temps

Être léger comme du vent

Etre vivant

On ira jusqu'au bout...

On ira jusqu'au bout...

Des infinis... »

— Saint-Michel, Les Infinis.

## Liste des pistes
| 1. | Les Infinis                 | Michel Bampély | Clovis Nomo, Kevin Touw                                | Scarecrow Beats         | 3:00 |
| 2. | Soul Poetry                 | Michel Bampély | Clovis Nomo, Kevin Touw                                | Scarecrow Beats         | 3:00 |
| 3. | Tout varie                  | Clovis Nomo    | Clovis Nomo                                            | Susanoô                 | 2:11 |
| 4. | Ma foi                      | Michel Bampély | Cédric Jordier, Kevin Touw                             | Scarecrow Beats         | 3:12 |
| 5. | Motown                      | Michel Bampély | Michel Bampély, Siliano Lamoraille Aouegui, Kevin Touw | Scarecrow Beats, Yvano  | 3:43 |
| 6. | Promesses (feat. Yvano)     | Michel Bampély | Siliano Lamoraille Aouegui, Kevin Touw                 | Scarecrow Beats         | 3:57 |
| 7. | Lauryn                      | Michel Bampély | Michel Bampély, Siliano Lamoraille Aouegui, Kevin Touw | Scarecrow Beats, Yvano, | 4:17 |
| 8. | Si tu pouvais encore danser | Michel Bampély | Michel Bampély, Siliano Lamoraille Aouegui,            | Scarecrow Beats         | 2:54 |

## Réception
Dans le quotidien Ouest-France  Mamadi Sangare souligne que « la poésie est au cœur de ce projet », et met en lumière la place centrale accordée à l’écriture dans le travail de l’artiste. Saint-Michel lui-même déclare : « Ce qui m’anime, c’est l’écriture », revendiquant une démarche artistique tournée vers la langue et l’émotion. Il ajoute : « Je reviens à mes racines musicales en rendant hommage à mes influences afro-américaines », témoignant d’un ancrage esthétique dans le spoken word, l’afro-jazz et la soul. «J’avais sélectionné des musiques en amont et des collaborateurs m’ont rejoint, à l’image du réalisateur Susanoô. Nous nous retrouvons plus de dix ans après notre rencontre aux ateliers d’écriture que j’animais au Mans» conclut l'artiste.
Dans L’Horizon Africain, le journaliste Roland Kouloungou décrit Soul Jazz Poetry comme une œuvre profondément habitée, à la fois musicale et spirituelle, qui s’inscrit dans la continuité du parcours poétique de Saint Michel. Selon lui l’album est « une traversée incantatoire » où jazz, soul, gospel et hip-hop deviennent des langages de lutte, d’émotion et de transcendance. Fidèle à son style, Saint Michel livre selon lui « un manifeste sensible, une prière indocile, un appel à ne jamais cesser de rêver, debout », confirmant sa place singulière dans le paysage musical contemporain comme « une voix, une conscience, un poète ».

« Elle se trouvait des défauts
 
Je lui trouvais du charme
 
Elle jouait avec les mots
  
J'ai écrit sur son âme »

— Saint-Michel, Soul Poetry.

## Crédits
Source des crédits.
- Enregistré, mixé et masterisé par Susanoö à Scorpio Music
- Enregistré, mixé et masterisé par Yvano à Al Music Records
- Artwork : réalisé par Jocelyn Nkembe Nyemb et Ruben Binda

## Citation
Au sujet  de l'album Les Infinis Saint-Michel déclare :  Je me sens dans mon élément avec ces sonorités, le jazz et les musiques urbaines sont connectés.

## Historique de sortie
| Pays         | Date        | Format               | Label             |
| ------------ | ----------- | -------------------- | ----------------- |
| France       | 16 mai 2025 | Téléchargement légal | Tonton Max        |
| Monde entier | 16 mai 2025 | Streaming            | Believe, Tunecore |